# L'Obaguet (el Meüll)
L'Obaguet és una obaga del terme municipal de Castell de Mur, dins de l'antic terme de Mur, al Pallars Jussà. Es troba en territori de l'antic poble del Meüll.
Està situat a l'extrem occidental del terme, a l'esquerra del barranc d'Eloi, al sud-oest del Mas de Condó. És a ponent de lo Planell.